# أحمد لطفي السيد
أحمد لطفي السيد مفكر مصري، وصف بأنه رائد من رواد حركة النهضة والتنوير في مصر. وصفه عباس العقاد «بأنه بحق أفلاطون الأدب العربي» 
أطلق عليه لقب أستاذ الجيل وأبو الليبرالية المصرية، ولد في 15 يناير 1872 بقرية برقين، مركز السنبلاوين بمحافظة الدقهلية وتخرج من مدرسة الحقوق سنة 1894 م. تعرف أثناء دراسته على الإمام محمد عبده وتأثر بأفكاره. كما تأثر بملازمة جمال الدين الأفغاني مدة في إسطنبول، وبقراءة كتب أرسطو، ونقل بعضها إلى العربية. مثل كتاب الاخلاق والسياسة
عمل وزيرا للمعارف ثم وزيرا للخارجية ثم نائبا لرئيس الوزراء في وزارة إسماعيل صدقي ونائبا في مجلس الشيوخ المصري،
ورئيسا لمجمع اللغة العربية، وحسب كتاب «أعلام مجمع اللغة العربية» لمحمد الحسيني ففي أثناء عمل لطفي السيد كرئيس للمجمع عرض عليه الضباط الأحرار في ثورة 23 يوليو 1952 أن يصبح رئيسا لمصر لكنه رفض ، كما عمل رئيسا لدار الكتب المصرية، ومديرا للجامعة المصرية، كما أسس عددا من المجامع اللغوية والجمعيات العلمية.

## أهم مواقفه وإنجازاته
كان أحمد لطفي السيد وراء حملة التبرعات الخاصة بإنشاء أول جامعة أهلية في مصر العام 1908 "الجامعة المصرية"، والتي تحولت في 1928 إلى جامعة حكومية تحت اسم جامعة فؤاد الأول - جامعة القاهرة فيما بعد.
تبنى أحمد لطفي السيد المفهوم الليبرالي للحرية في أوروبا خلال القرن التاسع عشر مناديا بتمتع الفرد بقدر كبير من الحرية وبغياب رقابة الدولة على المجتمع ومشددا على ضرورة أن يكون الحكم قائما على أساس التعاقد الحر بين الناس والحكام. وهو صاحب القولة الشهيرة الاختلاف في الرأي لا يفسد للود قضية. ونادى بتحديد مفهوم للشخصية المصرية رافضا ربط مصر بالعالم العربي أو تركيا أو العالم الإسلامي سياسيا، ويربط بين الجنسية والمنفعة، وكان أهم ما طرحه في هذا الشأن الدعوة إلى القومية المصرية كأساس لانتماء المصريين. كما نادى بتعليم المرأة، وتخرجت في عهد رئاسته للجامعة أول دفعة من الطالبات عام 1932.
- طالب باستقلال الجامعة، وقدم استقالته حين تم إقصاء طه حسين عن الجامعة سنة 1932. كما قدم استقالته مرة أخرى حين اقتحمت الشرطة حرم الجامعة عام 1937. كما كان ضد إنشاء المدارس الدينية سواء إسلامية أو إرساليات مسيحية إضافة لرفضه إنشاء المدارس الأجنبية في مصر.
- دعى إلى استعمال اللغة العامية المصرية بدلاً من العربية الفصحى.
- دعوته إلى دراسة الفلسفات اليونانية، والاقتباس منها، وتشجيع تلامذته على ذلك. كما ترجم بعض كتب أرسطو إلى العربية.
- أسس حزب الأمة المصري صاحب شعار مصر للمصريّين في ديسمبر 1907 حيث كان هدف الحزب الرئيسى هو «المطالبة بالاستقلال التام والدستور».[12] ويعتبر من رواد الليبرالية المصرية، وهو من مؤسسي مجمع اللغة العربية بالقاهرة.[7]

### حزب الأُمّة
توفي أحمد لطفي السيد في 5 مارس العام 1963 بالقاهرة. ولديه ابنة واحدة هي عفاف لطفي السيد وهي أستاذة العلوم السياسية بجامعة كاليفورنيا، بيركلي بالولايات المتحدة الأمريكية.
كان سكرتير عام لحزب الأمة ويباشر صحيفة (الجريدة) التابعة للحزب.

## مؤلفاته
للطفي السيد عديد المؤلفات الفكرية منها «صفحات مطوية من تاريخ الحركة الاستقلالية»، «تأملات»، «المنتخبات»، «تأملات في الفلسفة والأدب والسياسة والاجتماع» كما ترجم عدة مؤلفات لأرسطو منها علم الأخلاق إلى نيقوماخوس «، علم الطبيعة»، و«السياسة»، إضافة إلى مذكراته بعنوان «قصة حياتي».